# Abu Muhammad Abd al-Wahid ibn Abi Hafs
Abū Muhammad ‘Abd al-Wāhid ibn Abī Hafs (أبو محمد عبد الواحد), fue un gobernador (wali) almohade de Ifriqiya, nombrado en 1207 y murió en 1222.
Abd al-Wáhid pertenecía a los Hintata, una tribu bereber Masmuda de las montañas del Alto Atlas de Marruecos. Su padre Abu Hafs Umar ibn Yahya al-Hintati fue un jefe tribal de los Hintata y compañero cercano de Ibn Tumart que contribuyó al triunfo de los almohades, ocupando importantes puestos en su gobierno.
‘Abd al-Wáhid acompañó al califa almohade Muhámmad an-Násir en su expedición a Ifriqiya en 1205. En febrero de 1206, entró en Túnez previamente abandonada por el enemigo. Antes de partir hacia Marruecos, el Califa confió el gobierno de la provincia a Abd al-Wáhid ibn Abi Hafs, uno de sus lugartenientes de confianza. Este consolidó su poder hasta el punto que sus sucesores no tuvieron miedo en nombrarse gobernadores y liberarse de la tutela almohade en 1229. El nuevo reino pronto se extiende mediante sucesivas conquistas por Bugía y varias otras regiones vecinas.
Fue sucedido por su hijo mayor Abu Muhámmad Abd Al-lah ibn Abd al-Wáhid pero apenas se proclamó la independencia del trono, que es depuesto por su hermano Abu Zakariya Yahya que, para disfrutar del poder, fuerza a su otro hermano a conformarse con el título de jeque y dedicarse a la vida religiosa.